# Belgiens Grand Prix 2017
Belgiens Grand Prix 2017 (officielt navn: 2017 Formula 1 Pirelli Belgian Grand Prix) er et Formel 1-løb som blev afholdt 27. august 2017 på Circuit de Spa-Francorchamps i Belgien. Det var det tolvte løb i Formel 1-sæsonen 2017. Løbet blev vundet af Mercedes-køreren Lewis Hamilton, som startede fra pole position. På andenpladsen kom Ferraris Sebastian Vettel, og tredjepladsen gik til Daniel Ricciardo i Red Bull Racing.

## Resultater

### Kvalifikation
| Pos.               | Nr. | Kører              | Konstruktør               | Del 1    | Del 2     | Del 3     | Grid |
| ------------------ | --- | ------------------ | ------------------------- | -------- | --------- | --------- | ---- |
| 1                  | 44  | Lewis Hamilton     | Mercedes                  | 1.44,184 | 1.42,927  | 1.42,553  | 1    |
| 2                  | 5   | Sebastian Vettel   | Ferrari                   | 1.44,275 | 1.43,987  | 1.42,795  | 2    |
| 3                  | 77  | Valtteri Bottas    | Mercedes                  | 1.44,773 | 1.43,249  | 1.43,094  | 3    |
| 4                  | 7   | Kimi Räikkönen     | Ferrari                   | 1.44,729 | 1.43,700  | 1.43,270  | 4    |
| 5                  | 33  | Max Verstappen     | Red Bull Racing-TAG Heuer | 1.44,535 | 1.43,940  | 1.43,380  | 5    |
| 6                  | 3   | Daniel Ricciardo   | Red Bull Racing-TAG Heuer | 1.45,114 | 1.44,224  | 1.43,863  | 6    |
| 7                  | 27  | Nico Hülkenberg    | Renault                   | 1.45,280 | 1.44,988  | 1.44,982  | 7    |
| 8                  | 11  | Sergio Pérez       | Force India-Mercedes      | 1.45,591 | 1.44,894  | 1.45,244  | 8    |
| 9                  | 31  | Esteban Ocon       | Force India-Mercedes      | 1.45,277 | 1.45,006  | 1.45,369  | 9    |
| 10                 | 30  | Jolyon Palmer1     | Renault                   | 1.45,447 | 1.44,685  | ingen tid | 141  |
| 11                 | 14  | Fernando Alonso    | McLaren-Honda             | 1.45,668 | 1.45,090  |           | 10   |
| 12                 | 8   | Romain Grosjean    | Haas-Ferrari              | 1.45,728 | 1.45,133  |           | 11   |
| 13                 | 20  | Kevin Magnussen    | Haas-Ferrari              | 1.45,535 | 1.45,400  |           | 12   |
| 14                 | 55  | Carlos Sainz, Jr.  | Toro Rosso                | 1.45,374 | 1.45,439  |           | 13   |
| 15                 | 2   | Stoffel Vandoorne2 | McLaren-Honda             | 1.45,441 | ingen tid |           | 202  |
| 16                 | 19  | Felipe Massa       | Williams-Mercedes         | 1.45,823 |           |           | 163  |
| 17                 | 26  | Daniil Kvjat       | Toro Rosso                | 1.46,028 |           |           | 194  |
| 18                 | 18  | Lance Stroll       | Williams-Mercedes         | 1.46,915 |           |           | 15   |
| 19                 | 9   | Marcus Ericsson1   | Sauber-Ferrari            | 1.47,214 |           |           | 171  |
| 20                 | 94  | Pascal Wehrlein1   | Sauber-Ferrari            | 1.47,679 |           |           | 181  |
| 107%-tid: 1.51,476 |     |                    |                           |          |           |           |      |
| Kilde:             |     |                    |                           |          |           |           |      |

### Løbet
| Pos.   | Nr. | Kører             | Konstruktør               | Omgange | Tid/Udgået      | Startpos. | Point |
| ------ | --- | ----------------- | ------------------------- | ------- | --------------- | --------- | ----- |
| 1      | 44  | Lewis Hamilton    | Mercedes                  | 44      | 1.24.42,820     | 1         | 25    |
| 2      | 5   | Sebastian Vettel  | Ferrari                   | 44      | +2,358          | 2         | 18    |
| 3      | 3   | Daniel Ricciardo  | Red Bull Racing-TAG Heuer | 44      | +10,791         | 6         | 15    |
| 4      | 7   | Kimi Räikkönen    | Ferrari                   | 44      | +14,471         | 4         | 12    |
| 5      | 77  | Valtteri Bottas   | Mercedes                  | 44      | +16,456         | 3         | 10    |
| 6      | 27  | Nico Hülkenberg   | Renault                   | 44      | +28,087         | 7         | 8     |
| 7      | 8   | Romain Grosjean   | Haas-Ferrari              | 44      | +31,553         | 11        | 6     |
| 8      | 19  | Felipe Massa      | Williams-Mercedes         | 44      | +36,649         | 16        | 4     |
| 9      | 31  | Esteban Ocon      | Force India-Mercedes      | 44      | +38,154         | 9         | 2     |
| 10     | 55  | Carlos Sainz, Jr. | Toro Rosso                | 44      | +39,447         | 13        | 1     |
| 11     | 18  | Lance Stroll      | Williams-Mercedes         | 44      | +48,999         | 15        |       |
| 12     | 26  | Daniil Kvjat      | Toro Rosso                | 44      | +49,940         | 19        |       |
| 13     | 30  | Jolyon Palmer     | Renault                   | 44      | +53,239         | 14        |       |
| 14     | 2   | Stoffel Vandoorne | McLaren-Honda             | 44      | +57,078         | 20        |       |
| 15     | 20  | Kevin Magnussen   | Haas-Ferrari              | 44      | +1.07,262       | 12        |       |
| 16     | 9   | Marcus Ericsson   | Sauber-Ferrari            | 44      | +1.09,711       | 17        |       |
| 175    | 11  | Sergio Pérez5     | Force India-Mercedes      | 42      | Kollisionsskade | 8         |       |
| Ret    | 14  | Fernando Alonso   | McLaren-Honda             | 25      | Motorenhed      | 10        |       |
| Ret    | 33  | Max Verstappen    | Red Bull Racing-TAG Heuer | 7       | Motorenhed      | 5         |       |
| Ret    | 94  | Pascal Wehrlein   | Sauber-Ferrari            | 2       | Hjulophæng      | 18        |       |
| Kilde: |     |                   |                           |         |                 |           |       |

Noter til tabellerne:
- 1:  - Jolyon Palmer, Marcus Ericsson og Pascal Wehrlein fik gridstraffe på fem placeringer hver for ikke-planlagt udskiftning af gearkasse.[4]
- 2:  - Stoffel Vandoorne fik gridstraffe på til sammen 65 placeringer for at have skiftet diverse motorelementer og en ikke-planlagt udskiftning af gearkasse.[4]
- 3:  - Felipe Massa fik en gridstraf på fem placeringer for at have ignoreret gult flag i tredje træningsomgang. Men trods Massas straf så medførte senere idømte gridstraffe til andre kørere at han startede fra samme position som han oprindelig kvalificerede sig til.
- 4:  - Daniil Kvjat fik en gridstraf på tyve placeringer for at have skiftet diverse motorelementer.[4]
- 5:  - Sergio Pérez udgik af løbet, men blev klassificeret eftersom han havde fuldført over 90% af løbsdistancen.

## Stillingen i mesterskaberne efter løbet
| Nr. | +/- | Kører              | Point |
| --- | --- | ------------------ | ----- |
| 1   |     | Sebastian Vettel   | 220   |
| 2   |     | Lewis Hamilton     | 213   |
| 3   |     | Valtteri Bottas    | 179   |
| 4   |     | Daniel Ricciardo   | 132   |
| 5   |     | Kimi Räikkönen     | 128   |
| 6   |     | Max Verstappen     | 67    |
| 7   |     | Sergio Pérez       | 56    |
| 8   |     | Esteban Ocon       | 47    |
| 9   |     | Carlos Sainz, Jr.  | 36    |
| 10  |     | Nico Hülkenberg    | 34    |
| 11  |     | Felipe Massa       | 27    |
| 12  | 1   | Romain Grosjean    | 24    |
| 13  | 1   | Lance Stroll       | 18    |
| 14  |     | Kevin Magnussen    | 11    |
| 15  |     | Fernando Alonso    | 10    |
| 16  |     | Pascal Wehrlein    | 5     |
| 17  |     | Daniil Kvjat       | 4     |
| 18  |     | Stoffel Vandoorne  | 1     |
| 19  |     | Jolyon Palmer      | 0     |
| 20  |     | Marcus Ericsson    | 0     |
| 21  |     | Antonio Giovinazzi | 0     |
| NC  | –   | Jenson Button      | 0     |
| NC  | –   | Paul di Resta      | 0     |

| Nr. | +/- | Konstruktør          | Point |
| --- | --- | -------------------- | ----- |
| 1   |     | Mercedes             | 392   |
| 2   |     | Ferrari              | 348   |
| 3   |     | Red Bull-TAG Heuer   | 199   |
| 4   |     | Force India-Mercedes | 103   |
| 5   |     | Williams-Mercedes    | 45    |
| 6   |     | Toro Rosso           | 40    |
| 7   |     | Haas-Ferrari         | 35    |
| 8   |     | Renault              | 34    |
| 9   |     | McLaren-Honda        | 11    |
| 10  |     | Sauber-Ferrari       | 5     |